# Саркосома куляста
Саркосома куляста (Sarcosoma globosum) — вид аскомікотових грибів родини саркосомові (Sarcosomataceae).

## Поширення
Арктичний або гірсько-субальпійський вид. Спорадично поширений в Північній Європі, на сході Північної Америки, у Сибіру та Вірменії. В Україні відоме єдине місцезростання на північних околицях Києва у Пуща-Водиці.

## Морфологія
Плодові тіла великі, товсті, бочкоподібні, кубкоподібні, інколи майже кулясті, заввишки до 12 см, 3–6 см у діаметрі, коричневі, темно-коричневі, до чорних, відкрита частина чорна, блискуча, зовнішня матова, в зморшках, заповнені желеподібною масою. Плодові тіла з’являються у квітні–вересні. Гумусовий сапротроф.

## Екологія
Росте у хвойних, переважно старих ялинових лісах, на ґрунті.
Плодове тіло гриба утворюється раз на 7-9 років.

## Охорона
Вид занесений до Червоної книги України зі статусом «Рідкісний».